# Ненешть (Марамуреш)
Ненешть, Ненешті (рум. Nănești) — село у повіті Марамуреш в Румунії. Входить до складу комуни Бирсана.
Село розташоване на відстані 410 км на північ від Бухареста, 37 км на північний схід від Бая-Маре, 121 км на північ від Клуж-Напоки.

## Населення
За даними перепису населення 2002 року у селі проживали 533 особи, з них 530 осіб (99,4%) румунів. Рідною мовою 530 осіб (99,4%) назвали румунську.